# 白夜書房
株式会社白夜書房（びゃくやしょぼう、Byakuya-Shobo CO.,LTD.）は、日本の出版社。旧社名はセルフ出版。
アイドル、芸能雑誌やパズル雑誌を中心とした趣味、エンターテインメント系の雑誌、書籍を編集・発行する出版社である。

## 歴史
1975年、通販専門のアダルト出版社・松尾書房の営業部員だった森下信太郎がビニール本の出版社「グリーン企画販売」を設立。同年12月4日にアダルト出版社「セルフ出版」を創設。1976年に『写真時代』の元となるアダルトカルチャー誌『月刊ニューセルフ』を発行。この時点では書店取次口座（書店流通コード）がなかったので、上野のゾッキ卸し「日正堂」の口座を借りて書店流通していた。
1977年に一般向け出版社「白夜書房」創設。しかし、独自の書店取次口座を作るための創設であり、間もなくセルフ出版が白夜書房に吸収されたことから、総合出版社の性格を持つようになった。
創設時は書籍部門を福田博人が、雑誌部門を末井昭が担当。福田は薔薇十字社出身で、初期の白夜書房が上野昻志『巷中有論』やイタロ・カルヴィーノ『蜘蛛の巣の小道』などシリアスな本を出していたのは福田の企画で、社名も福田が五木寛之の小説『白夜物語』『白夜草紙』から引用した。この頃は後に宇宙企画を立ち上げた山崎紀雄もスタッフとして在籍していた。
やがて、荒木経惟の写真集と『月刊ニューセルフ』『ウィークエンドスーパー』に続くアダルトカルチャー誌『写真時代』がヒットし、後者は20万部を突破したことから、雑誌部門が主流となり、1980年代末までは青年向け娯楽雑誌を多数発行するアダルト系出版社として知られていた。
青年向け雑誌の代表作である『写真時代』は、一般向けアダルトカルチャー誌の名作として知られ、荒木経惟を筆頭にサブカルチャー文化人が多数執筆していたことから、現在でもその価値は高く、名編集者として知られる末井昭の出世作でもある。当時は『写真時代』のような雑誌を作る傍ら、一方で異端の営業部員、藤脇邦夫の企画による音楽・映画・プロレス・文学など、各種趣味娯楽のマニアックな単行本も多く出しており、文化から本能まで幅広いサブカルチャー出版社として、朝日新聞の新聞小説『極東セレナーデ』（小林信彦）のモデルとなるなど、ファンも多かった。
アダルト漫画・雑誌を刊行していた頃には大塚英志や小形克宏らが編集するロリコン漫画雑誌『漫画ブリッコ』も創刊され、同誌からは「おたく」という言葉も生まれた。同時期には死体・奇形・獣姦・スカトロを中心に据えたスーパー変態マガジン『Billy』、第1次ロリコンブームの中心的存在だった『Hey!Buddy』など、アングラ系の変態エロ雑誌・ロリコン雑誌もマニア層を中心に人気を博し、80年代のサブカルシーンに大きな爪跡を遺した。
1990年代に入ると、アダルト系雑誌をコアマガジンへ分社化し、一般向け趣味娯楽誌のみへ路線変更。競馬・競輪などのギャンブル誌各種と『ダンスファン』『楽しい熱帯魚』『オーディション』『野球小僧』などギャンブル以外のジャンルも刊行する準大手出版社となる。
現在の白夜書房はかつてのアダルト・サブカルチャー部門を旧少年出版社（現・コアマガジン）へ移行し、一般書の刊行のみを行っている。『BUBKA』『BRODY』などのアイドル・芸能誌、『段位認定ナンバープレース252題』を始めとする段位認定ナンプレシリーズなどのパズル誌を多く刊行している。
過去にはパチンコ・パチスロ関連誌も数多く発行していたが、2012年2月、白夜書房の子会社・白夜プラネットが運営する携帯サイト「カジパラ」で提供されているゲームが換金可能なシステムを用いて行われていたため事件化したことから、『パチンコ必勝ガイド』『パチスロ必勝ガイド』などの発行を2012年4月より中止し、同時にパチンコ・パチスロ関連誌を2012年4月に設立されたガイドワークスへ移管した。また、『競馬王』『フットサルナビ』などの一部雑誌・書籍も2013年10月にガイドワークスへ移管された。なお白夜書房とガイドワークスとの間に資本関係はないが、設立の経緯より2社の関係は継続している。

## 刊行誌
| 雑誌名                        | 発行日     | 備考                                 |
| ----------------------------- | ---------- | ------------------------------------ |
| BUBKA（ブブカ）               | 毎月末日   | 2012年11月号よりコアマガジンから移管 |
| BRODY                         | 偶数月23日 |                                      |
| クロスワードランド            | 毎月26日   | -                                    |
| 段位認定初級ナンプレ252題     | 毎月19日   |                                      |
| 段位認定中級ナンプレ252題     | 毎月11日   | -                                    |
| 段位認定上級ナンプレ252題     | 偶数月11日 | -                                    |
| 段位認定超上級ナンプレ252題   | 奇数月19日 |                                      |
| 段位認定ナンバープレース252題 | 偶数月26日 | -                                    |
| 最高段位認定難問ナンプレ252題 | 奇数月26日 | -                                    |
| 持ち歩き脳活ドリルプラス      | 偶数月11日 |                                      |
| 持ち歩き脳活まちがい探し      | 季刊       |                                      |
| 懸賞なび                      | 毎月22日   | -                                    |

BRODY
2016年8月に創刊、奇数月23日発行。乃木坂46、日向坂46をはじめとした多くのアイドル・女優のグラビア、インタビューを掲載している。『今、最も“革命”を予感させる アイドル、女優をメインとしたビジュアルカルチャーマガジン』がコンセプト。
BUBKA（ブブカ）
アイドル活字＆芸能カルチャーマガジン。AKB48などのアイドルに関する記事を中心に、他に芸能スクープ、ラーメン・B級グルメ、サブカルチャー、コラム連載などで構成される。
懸賞なび
懸賞情報雑誌。毎月22日発売。最近では肉や海鮮、野菜などの食べ物をはじめとする"食"に特化したグルメギフトカタログ『懸賞“食”なび』も増刊号として刊行。懸賞雑誌のため、食品会社が実施する懸賞情報や、食べ物が当たる懸賞の情報が多数掲載されている。
新書
段位認定ナンバープレース150題（初級編、中級編、上級編、超上級編）
DVD
ダンスファンDVD　自宅で個人レッスン

### 休刊誌
- 写真時代 - 1988年4月号で休刊
- Billy - 1985年8月号で休刊
- Hey!Buddy - 1985年11月号で休刊
- 漫画ブリッコ - 1986年2月号で休刊
- 爆裂！パチンコ一番
- デジパチ必勝ガイド
- パチンカーワールド
- 賞とるマガジン
- パチンコ必勝ガイドスペシャル
- パチスロ必勝ガイドNEO
- 野球小僧 - 2012年12月号で休刊
- 中学サッカー小僧 - 2013年10月に休刊
- ハッカージャパン - 2013年11月号で休刊
- けいりんマガジン - 2013年4月号で休刊
- 中学・高校バスケットボール
- 笑芸人 - 2005年12月号で休刊
- 楽しい熱帯魚	- 2013年10月号で休刊
- 落語ファン倶楽部- 2013年12月号（Vol.21）で休刊
- ダンスファン - 2017年12月号で休刊[4]
- Audition（オーディション） - 2020年6月号で休刊

### 移管誌
- ニャン2倶楽部
- 漫画ホットミルク
- 漫画ばんがいち
- メガストア
- パチンコ必勝ガイド
- パチスロ必勝ガイド
- パチスロ必勝ガイドMAX
- パチスロ必勝ガイド７
- 漫画パチンカー
- 漫画パチンカーオリジナル
- 漫画パチスロパニック7
- パニック7ゴールド
- 別冊パチスロパニック7
- フットサルナビ
- 競馬王

## Webメディア
- BUBKA WEB
- Web Audition
- ミライのアイデア
- クイズ! 脳トレTV - YouTubeチャンネル

## 事件
2012年2月、白夜書房の子会社・白夜プラネットが運営する携帯サイト・「カジパラ」で提供されているゲームが換金可能なシステムを用いて行われていたため、白夜書房会長の長男である同社の社長ら3人が常習賭博容疑で逮捕された。この事件は、パチンコ・パチスロ関連雑誌をガイドワークスへ移管する遠因となった。